# Valeri Novoselski
Valeri Novoselski (Dnipropetrovsk, Ucrania; 15 de abril de 1970-Riga, Letonia; 20 de agosto de 2016) fue un romaní-israelí, el creador y uno de los editores de la Red Virtual Romaní, miembro de la Unión Internacional Romaní y alumni post-graduado del Programo de Diplomacia Romani 2005-2006.
Nació en la antigua Unión Soviética, en el estado contemporáneo de Ucrania. Hasta 1993, vivió en Ucrania y Siberia del Este, después, en 1993-1995, en Moscú, Rusia. En 1995, emigró a Israel. 
En julio de 1999 comenzó organizar la Red Virtual Romaní, como una iniciativa privada, con el propósito de recoger informaciones útiles sobre el pueblo romaní (ahora con 31 listas de correo electrónico). En julio de 2000, llegó a ser miembro en la Unión Internacional Romaní. Escribió algunos artículos con temática romaní.
Valeri Novoselski trabajó como consultor en el Oficio de Informaciones para Romaníes Europeos, en el Centro para los Derechos de los Romaníes Europeos, en la Asociation Internacional para la Educación del Debate. Además de la implicación en el activismo internacional romaní, participó en iniciativas públicas de organizaciones rusas y árabes de Israel. 